# Nipponasellus hubrichti
Nipponasellus hubrichti is een pissebed uit de familie Asellidae. De wetenschappelijke naam van de soort is voor het eerst geldig gepubliceerd in 1956 door Matsumoto.